# Cây phát sinh sự sống

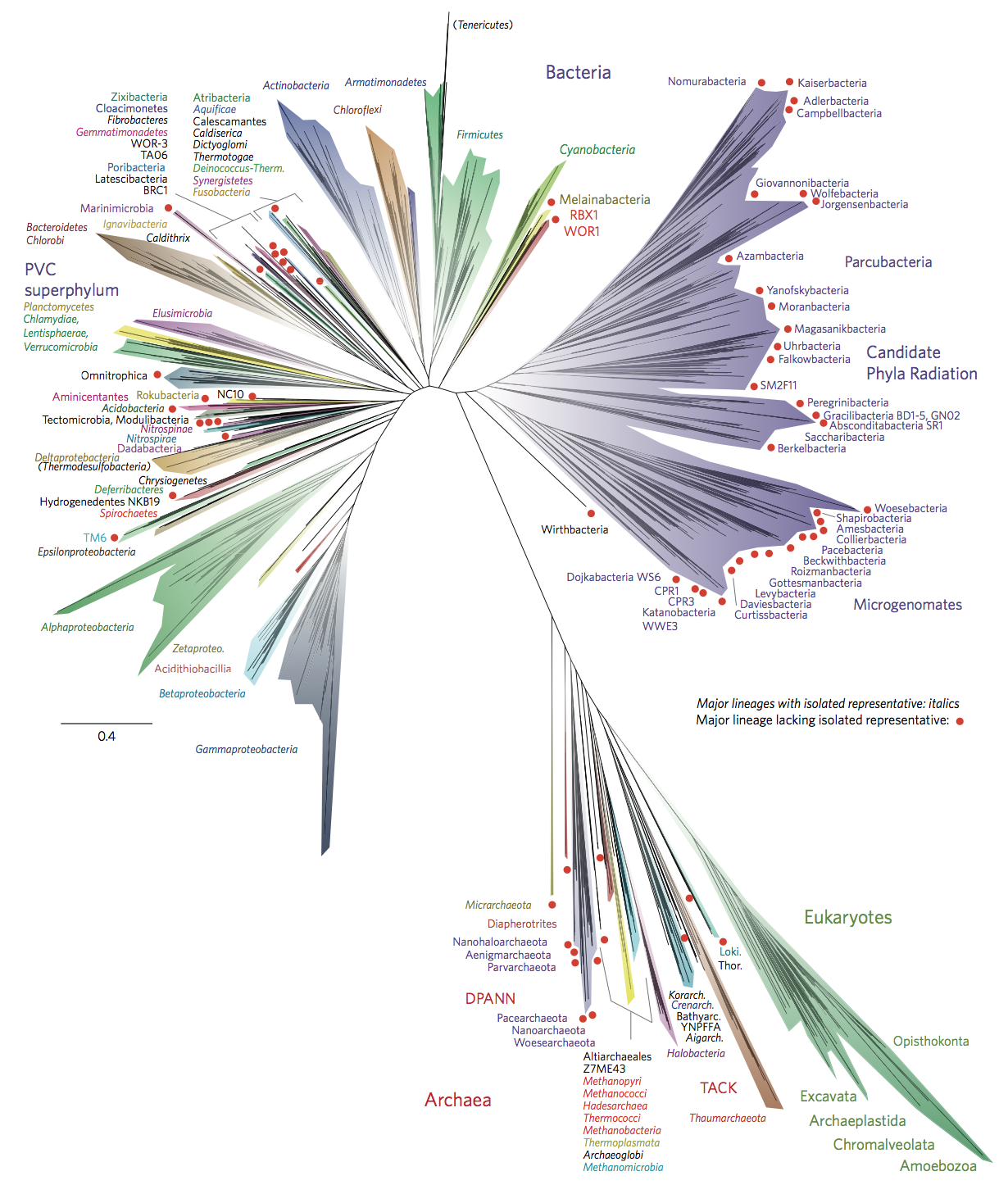
Hình 1: Một sơ đồ cây phát sinh sự sống hiện đại năm 2009.

Cây phát sinh sự sống là sơ đồ hình cây thể hiện nguồn gốc, sự tiến hóa của tất cả các nhóm hoặc những loài sinh vật đang sống hay đã tuyệt chủng cùng quan hệ họ hàng giữa chúng.,  Đây cũng là sơ đồ phản ánh quá trình tiến hóa của các loài.
Phân biệt với cây phát sinh chủng loại cũng biếu diễn tương tự, nhưng chỉ của một nhóm loài nhất định.
Cây phát sinh sự sống là kết quả tổng hợp của nhiều nghiên cứu trong sinh học, bao gồm chủ yếu các thành tựu của thuyết tiến hoá, phân loại học, di truyền học và sinh học phân tử. Tuy nhiên, sơ đồ hình cây này lại bắt nguồn từ thời trung cổ thể hiện các mối quan hệ về nguồn gốc, họ hàng và các dòng dõi những người cùng tổ tiên, nay thường gọi là sơ đồ phả hệ.
Thuật ngữ "cây phát sinh sự sống" dịch từ tiếng Anh Tree of Life (cây sự sống), cũng còn được gọi đầy đủ hơn là universal tree of life (cây tổng quát phát sinh sự sống) hoặc treevolution (cây tiến hoá). Trong sơ đồ này, người ta ẩn dụ gốc cây là sinh vật tổ tiên ban đầu, sau đó mọc ra các cành, nhánh mà mỗi cành, nhánh gồm một nhóm sinh vật chung tổ tiên gần, có các đặc điểm giống nhau nhất định. Những nhánh xanh tốt tượng trưng cho nhóm loài đang phát triển, còn nhánh héo tàn đại diện cho nhóm tuyệt chủng. Những nhánh càng trên cao (mọc ra sau) thì càng phát sinh muộn trong lịch sử tiến hoá và có mức độ tiến hoá cao., 

## Lược sử
- Trong quá trình nghiên cứu về phân loại học sinh vật từ thế kỷ XVIII, đã có ý tưởng mô tả các loài sinh vật (nhất là thực vật) có các đặc điểm hình thái và giải phẫu giống nhau dưới dạng sơ đồ nhiều nhánh như một cái cây, nhưng không bao gồm sự tiến hóa hay các cơ chế biến đổi, mà chủ yếu là để phân biệt các loài sinh vật, nghĩa là nhấn mạnh sự khác nhau giữa các loài để nhận biết.
- Nhà tự nhiên học người Ý Vitaliano Donati đã phát triển một sự phân loại các sinh vật thủy sinh dưới dạng như một mạng lưới, trong đó mỗi mắt lưới là một loài và giữa chúng có kết nối (1750). Nhà tự nhiên học người Đức Peter Simon Pallas đã mô tả một phương thức phân loại các sinh vật bằng cách sử dụng hình ảnh của một cái cây (1766). Nổi bật nhất là nhà thực vật học người Pháp Augustin Augier sử dụng kiểu sơ đồ ẩn dụ hình cây như vậy để phân loại thực vật (1801), trong đó các cành cây như là các lớp, còn các nhánh giống nhau như cùng nguồn gốc.
- Đến khi thuyết tiến hoá sinh học đầu tiên ra đời nhờ Jaen Baptiste Lamarck, thì sơ đồ cây bắt đầu sử dụng chính thức và rộng rãi trong sinh học để mô tả cả lịch sử của sự sống, nghĩa là nó mang thêm ý nghĩa của cây phát sinh sự sống như ngày nay, ngoài ý nghĩa nhận biết các loài.
- Sau đó, cha đẻ của học thuyết chọn lọc tự nhiên là Charles Darwin đã xây dựng cây phát sinh sự sống trong tác phẩm nổi tiếng "Nguồn gốc các loài" công bố lần đầu tiên năm 1859, trong đó thể hiện rõ tư tưởng tiến hoá khách quan, khác hẳn Lamarck.
- Đến Ernst Haeckel, thì sơ đồ cây không chỉ sử dụng để truyền đạt nguồn gốc các loài, mà còn đề cập về tiến hóa mà chọn lọc tự nhiên là một cơ chế. Ông còn đề xuất thuật ngữ phylogeny (phát sinh chủng loại) và được đánh giá là đã đi xa hơn Darwin trong việc nghiên cứu lịch sử phát sinh sự sống.[1], [4], [7]

## Các kiểu cây phát sinh sự sống

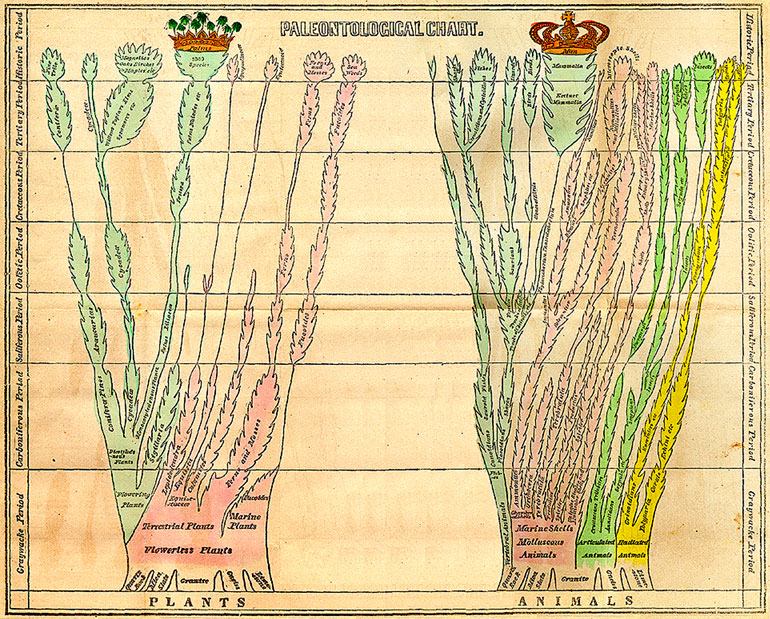
Hình 2: Sơ đồ cây sự sống cổ của Edward Hitchcock (năm 1840).
Hình 3: Sơ đồ phân ly tính trạng của Darwin (năm 1859).
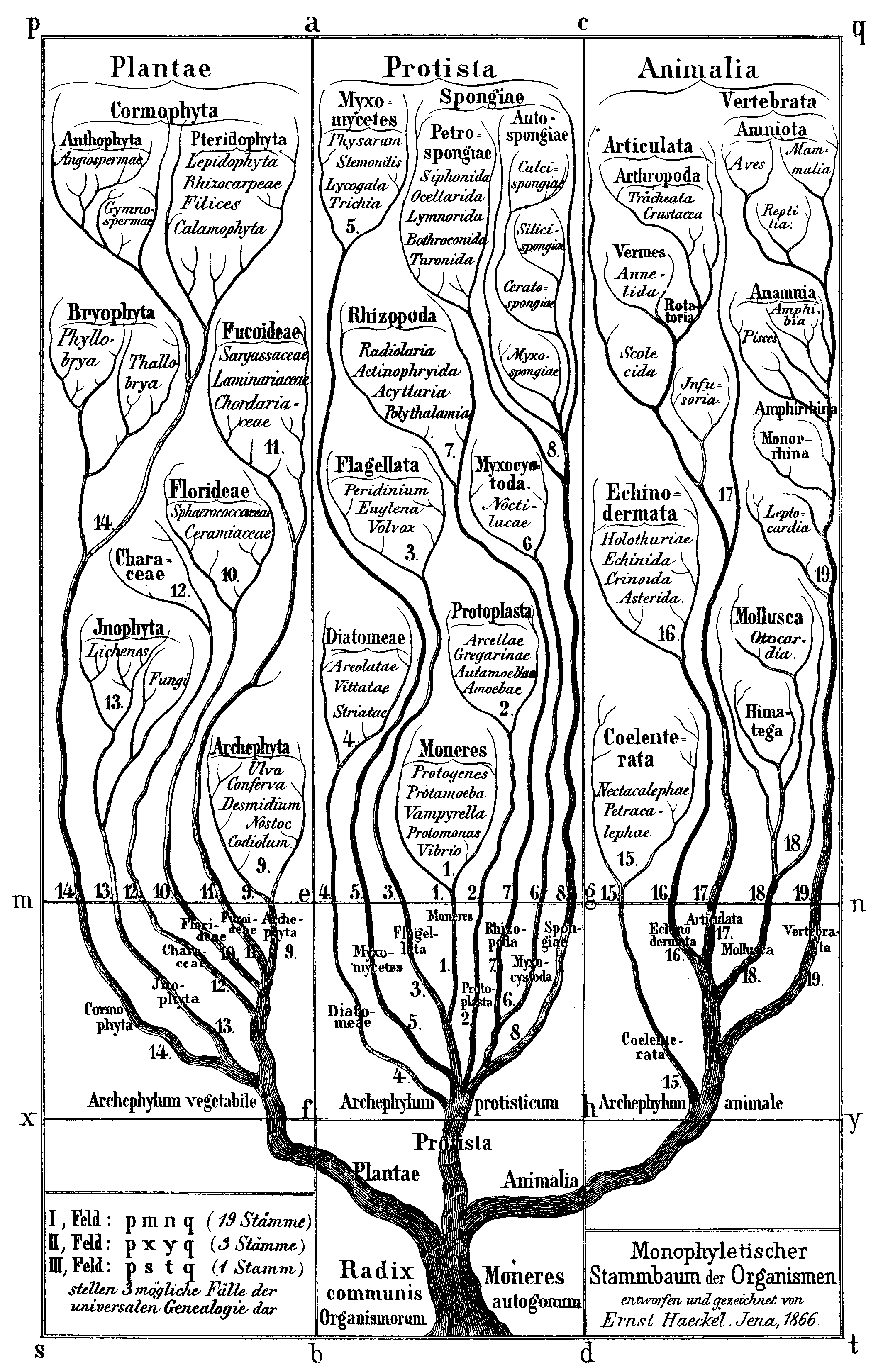
Hình 4: Cây phát sinh sự sống của Haeckel (năm 1866).
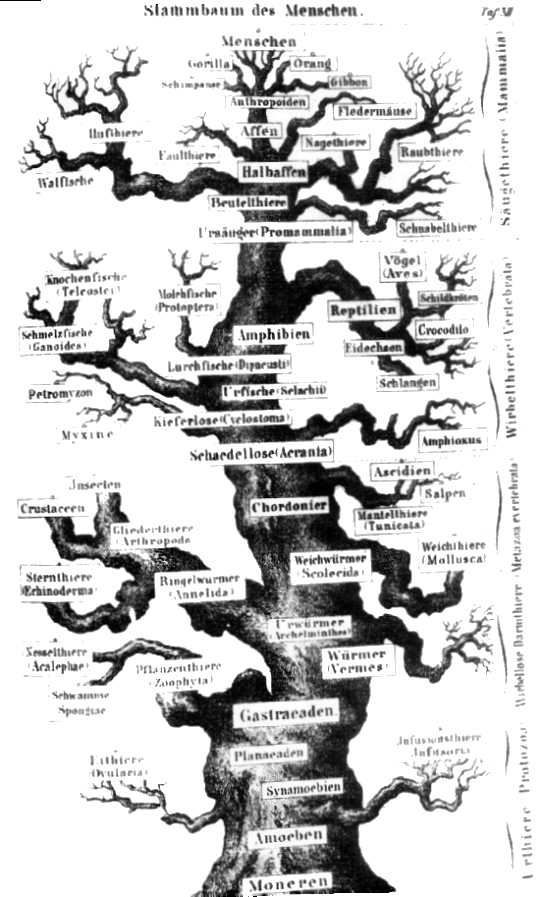
Hình 5: Cây sự sống của Haeckel về tiến hoá của người (năm 1879)
Hình 6: Sơ đồ của David Hillis về cây tiến hoá dựa trên bộ gen (năm 2008).

## Sơ đồ hiện đại

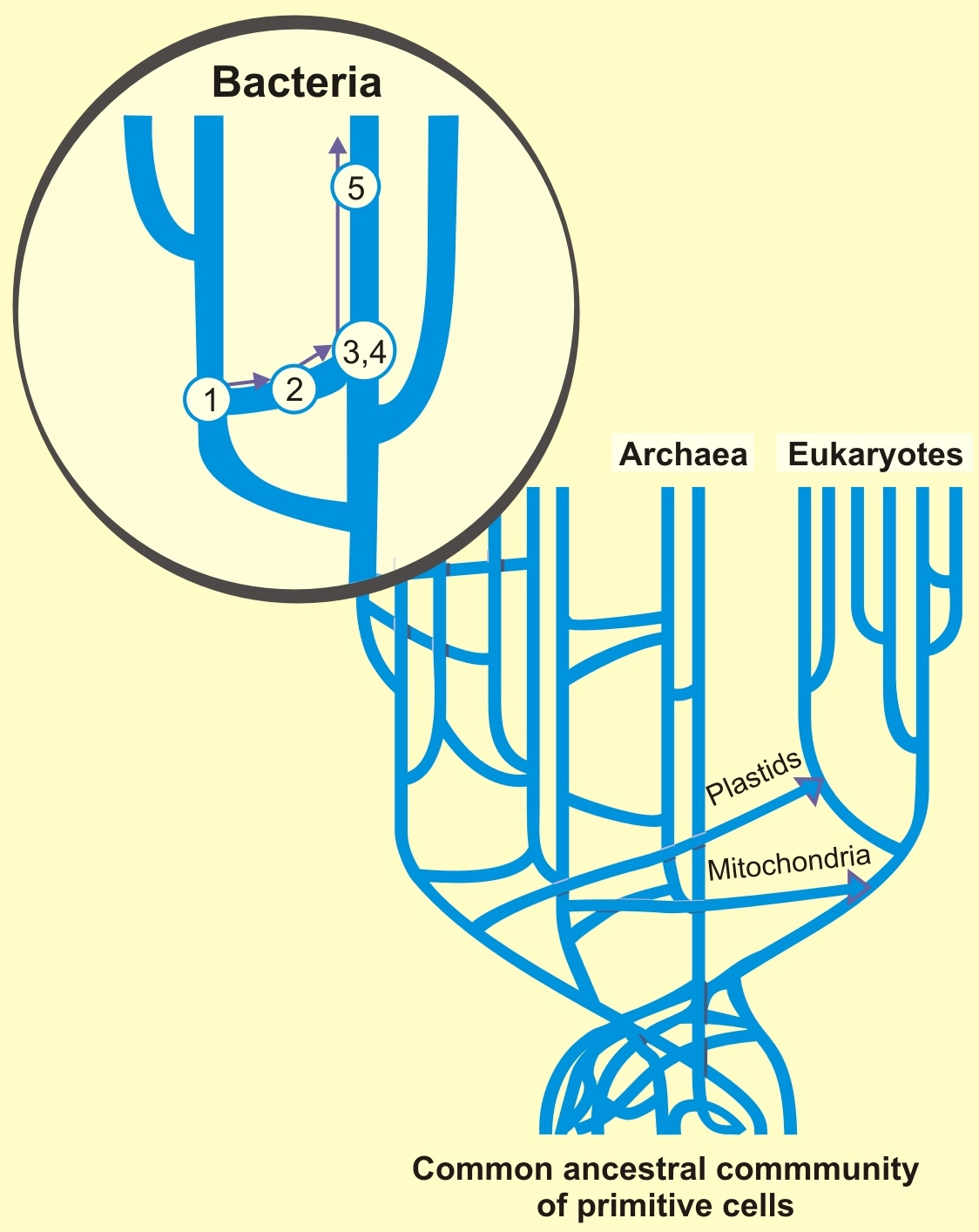
Hình 7: Cây sự sống hiện đại bao gồm sự di truyền gen theo chiều ngang giữa ấc nhóm phân loại rất khác nhau do virut hoặc do nội cộng sinh.

Cho đến nay, các mô hình chung vẫn được coi là hợp lệ trong khoa học. Tuy nhiên do sự phát triển rất nhanh chóng của khoa học và công nghệ, việc xác định nguồn gốc các loài và quan hệ họ hàng của các nhóm loài không chỉ dựa trên hình thái học, sinh lí học, phôi sinh học, v.v thuộc thời kỳ cổ điển, mà còn mà chủ yếu là còn dựa vào di truyền học phân tử và nhất là hệ gen học, nên có nhiều thay đổi đáng kể (hình 7).